# Breakthrough – Zurück ins Leben
Breakthrough – Zurück ins Leben ist ein amerikanisches Filmdrama aus dem Jahr 2019. Der Film wurde von Grant Nieporte geschrieben, basierend auf dem christlichen Buch The Impossible. In den Hauptrollen sind unter anderem Chrissy Metz, Josh Lucas und Marcel Ruiz.

## Handlung
Der Film erzählt die wahre Geschichte eines Teenagers aus St. Louis, der am 19. Januar 2015 auf einem zugefrorenen See durchs Eis einbrach und 15 Minuten lang unter Wasser war, bevor Wiederbelebungsversuche unternommen wurden. Obwohl er gerettet wurde, liegt er im Koma und seine Familie muss sich auf ihren Glauben verlassen, um die Tortur zu überstehen.
Als John Smith mit seinen zwei besten Freunden auf einem zugefrorenen See spielt, beobachtet ein Restaurant-Besitzer die drei Jungen auf dem Eis. Kurze Zeit später bemerkt der Mann, dass die drei Jungen plötzlich verschwunden sind. Wenige Minuten später erkennt er, dass das Eis eingebrochen und mit ihm auch die Jungs. Sofort ruft er die Rettungskräfte. Diese tun alles, um die Jungs aus der lebensgefährlichen Situation zu befreien. Johns Freunde können sofort gerettet werden, doch John selbst befindet sich weiter unter der Wasseroberfläche. Nach 15 Minuten unter Wasser finden Rettungsleute John regungslos im Wasser. Auf den ersten Blick scheint John verloren zu sein, denn die Reanimationsversuche scheinen hoffnungslos zu sein. Als Johns Mutter Joyce im Krankenhaus ankommt, müssen die Ärzte der Mutter beibringen, dass ihr Sohn den Kampf verloren hat, scheinbar. Sie ist der Überzeugungen, dass Gott ihren Sohn zurückbringen kann. Und tatsächlich bringt ihr der Glaube Kraft für ihren Sohn.
John wird wiederbelebt und kommt langsam wieder zu Bewusstsein. Er hört die Stimme seiner Mutter und öffnet seine Augen, mit voller kognitiver Fähigkeit. Ein paar Tage später wird er aus dem Krankenhaus entlassen, kehrt nach Hause zurück und geht dann zurück zur Schule.

## Entstehung und Veröffentlichung
| Figur         | Darsteller      | Deutscher Sprecher |
| ------------- | --------------- | ------------------ |
| Joyce Smith   | Chrissy Metz    | Kathrin Gaube      |
| Brian Smith   | Josh Lucas      | Karlo Hackenberg   |
| John Smith    | Marcel Ruiz     | Finn Posthumus     |
| Jason Noble   | Topher Grace    | Timmo Niesner      |
| Tommy Shine   | Mike Colter     | Sascha Rotermund   |
| Kent Sutterer | Sam Trammell    | Peter Fletscher    |
| Dr. Garrett   | Dennis Haysbert | Oliver Stritzel    |
| Abby Sutterer | Maddy Martin    | Jada Zech          |
| Josh          | Isaac Kragten   |                    |
| Jonah         | Travis Bryant   |                    |
| Mrs. Abbott   | Nancy Sorel     | Susanne von Medvey |
| Paula Noble   | Lisa Durupt     |                    |

Der Produzent DeVon Franklin half der Familie Smith, einen Literaturagenten zu finden und das Buch nach seiner Veröffentlichung zu einem Film zu entwickeln. Der Film wurde von März bis Mai 2018 in Manitoba gedreht. Drehorte waren unter anderem Winnipeg, Selkirk und Portage la Prairie.
Der von 20th Century Fox und TSG Entertainment produzierte Film kam am 17. April 2019 in die US-amerikanischen Kinos. Der Kinostart in Deutschland war am 16. Mai 2019. Die FFS Film- & Fernseh-Synchron GmbH erstellte die deutsche Synchronfassung des Filmes.

## Nominierungen
Bei der Oscarverleihung 2020 war Diane Warren mit dem Lied I’m Standing with You aus Breakthrough – Zurück ins Leben für einen Oscar in der Kategorie Bester Song nominiert. Außerdem war das Lied 2020 für den Critics’ Choice Movie Award in der Kategorie Bestes Lied nominiert.

## Belege
1. ↑   Freigabebescheinigung für Breakthrough – Zurück ins Leben. Freiwillige Selbstkontrolle der Filmwirtschaft (PDF; Prüfnummer: 187833/K).
2. ↑  Breakthrough: Zurück ins Leben. Abgerufen am 9. Januar 2023.
3. ↑  Die Tagespost: Die Tagespost. 15. Mai 2019, abgerufen am 9. Januar 2023 (deutsch).
4. 1 2  Breakthrough – Zurück ins Leben. In: Deutsche Synchronkartei. Abgerufen am 9. Januar 2023.
5. ↑  Jörn Schumacher: Oscar-Nominierung für Filmsong aus „Breakthrough“. In: PRO | Das christliche Medienmagazin. 16. Januar 2020, abgerufen am 9. Januar 2023 (deutsch).
6. ↑  Breakthrough. In: Box Office Mojo. Abgerufen am 9. Januar 2023 (englisch).
7. ↑  Breakthrough – Zurück ins Leben. In: Lexikon des internationalen Films. Filmdienst, abgerufen am 9. Januar 2023.
8. ↑  The 92nd Academy Awards | 2020. In: Oscars.org. Abgerufen am 9. Januar 2023 (englisch).